# Lestidiops
Lestidiops (Hubbs, 1916) è un genere di pesci ossei marini appartenenti alla famiglia Lestidiidae.

## Distribuzione e habitat
Questo genere è cosmopolita. Nel mar Mediterraneo vivono due specie: L. pseudosphyraenoides e L. sphyrenoides.
Sono pesci tipicamente meso o batipelagici, formano banchi numerosissimi che si spostano in acque più superficiali la notte. Possono trovarsi fino a qualche migliaio di metri di profondità.

## Descrizione
Hanno corpo allungato e compresso ai lati con muso appuntito e bocca ampia con denti caniniformi appuntiti di varie dimensioni. La pinna dorsale è piccola posta oltre la metà del corpo, seguita da una pinna adiposa, la pinna anale è inserita molto indietro, vicino alla pinna caudale Pinne ventrali più o meno all'altezza delle dorsale.

## Biologia
Poco nota.

## Tassonomia
Il genere conta 16 specie:
- Lestidiops affinis
- Lestidiops bathyopteryx
- Lestidiops cadenati
- Lestidiops distans
- Lestidiops extremus
- Lestidiops gracilis
- Lestidiops indopacificus
- Lestidiops jayakari
- Lestidiops mirabilis
- Lestidiops neles
- Lestidiops pacificus
- Lestidiops pseudosphyraenoides
- Lestidiops ringens
- Lestidiops similis
- Lestidiops sphyraenopsis
- Lestidiops sphyrenoides